# یوهانس. م. نورمان
یوهانس موسایوس نورمان (زاده ۲۶ اکتبر ۱۸۲۳ در آسکر، درگذشت ۱۵ ژانویه ۱۹۰۳ در کریستیانیا) گیاه‌شناس نروژی، پزشک آموزش دیده و جنگلبان بود.
نورمان پسر یک کشیش بود، در سال ۱۸۴۷ اولین دوره تحصیلات خود، در آن زمان را، به پایان برد و موفق به کسب مدرک پزشکی شد. اما پس از تنها مدتی کوتاه که در جنگ اول شلسویگ بعنوان پزشک خدمت کرده بود؛ در سال ۱۸۴۷ از شغل پزشکی ارتش، کناره گرفت و تمام وقت خود را اختصاص به مطالعات گیاهشناسی داد.
او بخشی از مطالعات خود را به‌طور مستقل در گودبراندزدالن و فینمارک پی گرفت و بخش دیگر را بعنوان دانشجوی بورسیه دانشگاه اسلو تکمیل کرد.
یوهانس موسایوس نورمان، مدتی را نیز در وین و پاریس به تحصیل گیاهشناسی گذرانده‌است. این دوران نیز نهایتاً بین سالهای ۱۸۵۸ و ۱۸۶۰ پایان یافته و او موفق به کسب مدرک جنگل‌بانی، از آشافنبورگ در بایرن شده‌است. بعد از مراجعت به نروژ، یوهانس موسایوس نورمان، بعنوان مدیر جنگل‌بانی در ترموس و فینمارک استخدام شد و از سال ۱۸۶۰ تا ۱۸۷۶ صاحب این منصب بود.
از سال۱۸۷۶، برای مطالعه پوشش گیاهی و پرورش گیاهان در منطقه قطبی در قطب شمال، از طرف دولت، یک کمک هزینه مطالعاتی به او تعلق داده شد؛ تا بتواند فارغ از دیگر امور به این امر مهم بپردازد.
یوهانس موسایوس نورمان، در سال ۱۸۷۷ از شهر ترومسو به شهر لارویک به منزلی به نشانی «چیرکه گاتا» نقل مکان کرد. این خیابان هنوز هم در گویش محلی اهالی، خیابان نورمان نامیده می‌شود. جایی که وی تا سال ۱۹۰۲ زندگی کرد.
یوهانس موسایوس نورمان، از این منزل در لارویک، هرسال به مدت ۳ ماه به سفرهای گیاهشناسی می‌رفت. حوزه مطالعاتی یوهانس نورمان، جغرافیای شمال نروژ از دیدگاه پوشش گیاهی بود.
حوزه ای که او در سال ۱۸۶۴ بوسیله رساله ای با نام تقریبی، گیاهان در شمال نروژ به‌ندرت به خواست خود متولد شده‌اند، قدم در آن نهاد.
اثر اصلی یوهانس. م. نورمان، «پوشش گیاهی در منطقهٔ قطبی نروژ»، در سالهای ۱۸۹۴ تا ۱۹۰۱ در چند جلد با مجموع ۲۱۳۴ صفحه  منتشر شد. اما این مجموعه، تنها بخشی از کل مقصود اثر است؛ زیرا یک قسمت کلی، که اطلاعات خلاصه ای از آن در دست است، به دلیل بیماری، هرگز تکمیل نشده‌است.
توسط ینس هولمبو، یوهانس موسوس نورمن، بعنوان شخصیتی بزرگ و با عزت، انسانی با هوش و با قابلیت توصیف می‌شود، اما همچنین به عنوان یک طبیعت مغرور و ناسازگار. اثر اصلی وی از دیدگاه گیاهشناسی، جغرافیایی و اکولوژیکی، سرشار از مشاهداتی دقیق توصیف شده‌است.